# Хама
Хамà (на арабски: حماه, на сирийски: ܚܡܳܬ , на библейски еврейски: חֲמָת) е град на брега на река Оронт в западната част на Централна Сирия. Намира се на 213 km северно от столицата Дамаск и на 46 km северно от Хомс. Столица е на Мухафаза Хама. С население от 996 000 души към 2023 г. е четвъртият по големина град в Сирия след Дамаск, Халеб и Хомс.
Градът е известен със своите седемнадесет нории (водни колела), използвани за поливане на градини, за които се твърди, че датират от 1100 г. пр.н.е. Въпреки че исторически са били използвани за напояване, те съществуват днес като почти изцяло туристическа атракция. 
Хама се смята за най-консервативният сунитски мюсюлмански град в Сирия от времето на френския мандат. Печално известно е клането в Хама от 1982 г.

## Топонимия
Град Хамат е древен град, чието име е Имата, което се връща към думата Хамат на ханаански и арамейски, което означава „крепост“, каквото е и името, споменато в Тора.
Името на града се променя по времето на Селевкидите през 301 г., когато се нарича Епифания по името на император Антиох IV Епифан. Известен е с това име от Елинистическата до Римската епоха, когато старото му име се връща.
Наричат го още „градът на водните колела“, защото се различава от останалите градове по света с наличието на големи и многобройни водни колела (нории) по бреговете на река Оронт.
Наричан е още Абу Ал-Фида във връзка с цар Имад ал-Дин Исмаил бин Али, по прякор Абу Ал-Фида, който го управлява от 1310 г. до смъртта си през 1331 г.

## География и климат
Разположен е на 209 км северно от столицата Дамаск. Намира се на река Оронт на надморска височина от 270 m.
Климатът му е класифициран като полусух (BSk) в системата на Кьопен-Гайгер. Вътрешното местоположение на Хама гарантира, че не получава омекотяващи крайбрежни влияния и бриз от Средиземно море. В резултат на това градът има много по-горещ и по-сух климат от близкия Хомс. Въздухът му е умерен и добър, влажността му е ниска и има четири сезона, както и останалата част от Сирия. Най-красивият от тези сезони е пролетта, когато климатът и въздухът са умерени, пейзажът е пълен с цветя и рози, а равнините и планините са покрити със зеленина.

## Население
С население от 996 000 души към 2023 г. Хама е четвъртият поголемина град в Сирия след Дамаск, Халеб и Хомс. В цялата метрополна област Хама живеят 1 034 000 души.
Повечето от жителите на града са мюсюлмани сунити (включително предимно араби, кюрди и туркмени), въпреки че някои райони на града са изключително християнски. Хама се смята за най-консервативният сунитски мюсюлмански град в Сирия от времето на френския мандат. През този период има една стара поговорка, отразяваща тази характеристика: „В Дамаск са нужни само трима мъже, за да направят политическа демонстрация, докато в Хама са нужни само трима мъже, за да накарат града да се моли.“ Християнското население се придържа предимно към Гръцката православна църква или Сирийската православна църква.
В града има палестински бежански лагер, известен като лагер Хама.

## Икономика
Градът е важен селскостопански и промишлен център на страната с обработваема площ в землището си от 3680 км². Център е на текстилната, хранително-вкусовата, циментовата и металургичната промишленост.

## История
Древното селище Хамат съществува в периода от Ранната новокаменна епоха до Желязната епоха.

### Новокаменна епоха
Стратиграфията е много обобщена, което затруднява подробното сравнение с други обекти. Ниво М (6 m дебелина) съдържа както бяла посуда (варова мазилка), така и истинска керамика. Би могло да е съвременна на Рас Шамра V (6000–5000 г. пр.н.е.).

### Каменно-медна епоха
Останки от Каменно-медната епоха са открити от датски археолози на хълма, на който някога се е издигала бившата цитадела.  Разкопките се провеждат между 1931 и 1938 г. под ръководството на Харалд Ингхолт. Горното ниво L датира от каменно-медната  Халафска култура.

### Бронзова епоха
Въпреки че градът изглежда не се споменава в клинописни източници преди 1-вото хилядолетие пр.н.е., мястото изглежда е било  проспериращо около 1500 г. пр.н.е., когато се предполага, че е било аморейска зависимост от Митани – империя по поречието на река Ефрат в Североизточна Сирия.
Около 1350 г. пр. н. е. Митани е свалена от хетите, които контролират цяла Северна Сирия. Хамат става важен градски център. На юг те са в конфликт с египтяните, което кулминира в известната битка при Кадеш близо до Хомс през 1285 г. пр.н.е., водена срещу Древен Египет на Рамзес II. 
В началото на XIX век Йохан Лудвиг Буркхарт е първият, който открива хетско или лувийско йероглифно писмо в Хама.

### Желязна епоха
Падането на Хетската империя вижда новохетската/ арамейска Хама като столица на една от проспериращите сирохетски царства, известна от еврейската Библия като Хамат (на арамейски: Ḥmt; на хетски: Amatuwana на библейски еврейски: חֲמָת), която търгува нашироко, преди всичко с Израел и Юдея.

#### Асирийски надписи
Когато асирийският цар Салманасар III (858–824 г. пр. н. е.) завладява северната част на Арамея, той достига Хамат (на асирийски: Амат или Хамата) през 853 г. пр. н. е.; това бележи началото на асирийските надписи, свързани с царството. Кралят на Хамат Ирхулени и кралят на Арамейски Дамаск Бар-Хадад II са начело на коалиция от арамейски градове срещу нахлуващите асирийски армии. Според асирийски източници те са изправени срещу 4000 колесници, 2000 конници, 62 000 пешаци и 1000 арабски ездачи на камили в битката при Каркар (853 г. пр.н.е.). Потвърдената победа за асирийците изглежда всъщност е по-скоро равенство, въпреки че Салманасар III продължава към брега и дори превзема кораб в открито море. През следващите години той не успява да завладее Хамат или Арам-Дамаск. След смъртта му бившите съюзници Хамат и Арамейски Дамаск се разпадат и Арамейски Дамаск изглежда превзема част от територията на Хамат.
Арамейски надпис на Закур – двоен цар на Хамат и Лухути, разказва за нападение от коалиция, включваща града Самал под командването на Бен-Хадад III, син на Хазаел и цар на Арамейски Дамаск. Закур е обсаден в своята крепост Хазрак, но е спасен от намесата на бога Баал-Шамин. По-късно държавата Самал започва да управлява както Хамат, така и Арам.
През 743 г. пр. н. е. асирийският цар Тиглатпаласар III превзема редица градове на територията на Хамат, разпределя териториите между своите генерали и насилствено премества 1223 избрани жители в долината на Горен Тигър. Той изисква данък от царя на Хамат Ени-Илу (Ениел).
През 738 г. пр. н. е. Хамат е посочен сред градовете, отново завладени от асирийските войски. Над 30 000 местни жители са депортирани в Улаба (разположен в Урарту) и са заменени с пленници от планините Загрос.

#### Унищожение при Саргон II
След падането на Израилското царство царят на Хамат Илу-Биди повежда неуспешно въстание на новоорганизираните асирийски провинции Арпад, Симира, Дамаск и Самара. Наричайки себе си „Разрушителят на Хамат“, царят на Новоасирийкото царство Саргон II разрушава града ок. 720 г. пр.н.е., колонизира го отново с 6300 асирийци и сваля краля му, който е одран жив в Асирия. Той също така отнася в Нимруд украсените със слонова кост мебели на царете на Хамат. Разселените от Хамат хора впоследствие съставляват важна част от мултиетническата арамейска общност в Елефантина и Сиене (днешен Асуан) в Египет, започвайки през 700 г. пр. н. е., където заедно с подобни разселени евреи те произвеждат голям корпус от материали на имперски арамейски, известен като Елефантински папируси и остраки.

#### Хамат в Библията
На няколко места в Стария завет се посочва, че Хамат е бил столица на Ханаанското царство (Битие 10:18, Четвърта книга Царства 23:33; 25:21), чийто цар поздравява цар Давид за победата му над Хадад-Езер, цар на Цоба (Втора книга Царства 8:9–12; Първа книга Паралипоменон 18:9–11). В Божиите инструкции към Мойсей Хамат е определен като част от северната граница на земята, която ще се падне на децата на Израел като наследство, когато влязат в земята на Ханаан (Числа 34.1–9) Изглежда, че Соломон завладява Хамат и неговата територия и построява градове за складове (Трета книга Царства 4:21–24; Втора книга Паралипоменон 8:4 ). Трета книга Царства (8:65) назовава „прохода на Емат“ или Лебо-Емат като северната граница на Израел по време на освещаването на Соломоновия храм в Йерусалим. Районът впоследствие е загубен от сирийците, но за Йеровоам II, цар на Израиското царство, се казва, че „Той възстанови границата на Израиля от прохода на Емат до полското море...“ (Мъртво море) (Четвърта книга Царства, 14:25).
Поражението на Асирия над Хамат направи дълбоко впечатление на Исаия (Исаия 10:9). Пророк Амос също нарича града „Големия Емат“ (Амос 6:2).

### Персийска, елинистическа и римска история
През 539 г. пр. н. е. Кир II, цар на Ахеменидското царство, прeвзема Сирия като част от своята империя, известна като Ебер-Нари. 
През юли 522 г. пр. н. е. Камбис II умира на място, наречено Агбатана, което най-вероятно е съвременният град Хама.
През втората половина на IV век пр. н. е. съвременният регион на Сирия попада под влиянието на гръко-римската култура след дълготрайни семитски и персийски култури. Кампанията на Александър III Македонски от 334 до 323 г. пр.н.е. довежда Сирия под елинско управление. Тъй като страната лежи на търговските пътища от Азия към Гърция, Хама и много други сирийски градове отново забогатяват чрез търговия. След смъртта на Александър Велики завоеванията му в Близкия изток са разделени между неговите генерали и Селевк I Никатор става владетел на Сирия и основател на династията на Селевкидите. При Селевкидите има съживяване в съдбата на Хама. На арамейците е позволено да се върнат в града, който е преименуван на Епифания (на старогръцки: Ἐπιφάνεια), по селевкидския император Антиох IV Епифан. Управлението на Селевкидите обаче започва да намалява през следващите два века и арабските династии започват да придобиват контрол над градовете в тази част на Сирия, включително Хама.
Римляните превземат първоначалните селища като Хама и ги правят свои. Те срещат малка съпротива, когато нахлуват в Сирия при Помпей Велики и я анексират през 64 г. пр.н.е., след което Хама станва част от римската провинция Сирия, управлявана от Рим от проконсул. Хама е важен град през гръцкия и римския период, но има запазени много малко археологически доказателства.
Когато Сирия става част от Римската империя, петстотин хамиански стрелци, известни като "Cohors Prima Hamiorum Sagittaria", са разположени в римския форт Магнис на Адриановия вал в Северна Британия, започвайки от 120 г. сл. н. е. Същата или друга единица по-късно е преименувана на „Numerus Syrorum Saggitariorum“ и се намира в Derventio Brigantum (днешен Малтън, Северен Йоркшър). Гарнизонната единица е преместена във форта Бар Хил на Антониновия вал в Шотландия през 142–157 г. сл. н. е., след това обратно в Магнис през 163–166 г. сл. н. е., по време на ранното управление на Марк Аврелий. Те може да са били разположени и в Хаустедс (бивша ферма в днешен Нортъмбърланд), тъй като там се намира надгробен камък на стрелец. Присъствието на кохортата във Великобритания обаче е доказано от военни дипломи, намерени в селата Станингтън (122 г. сл. н. е.) и Рейвънглас (124 г. сл. н. е.), в допълнение към олтари, посветени на сирийските богини, открити в село Кетърик (Северен Йоркшър).
През 330 г. сл. н. е. столицата на Римската империя е преместена във Византион и градът продължава да просперира. През византийската епоха Хама е известен като Емат или Ематус (на старогръцки: Εμαθούς). Римското управление от Византия означава, че християнската религия е укрепена в целия Близък Изток и в Хама и други градове са построени църкви. 
Византийският историк Йоан Епифански е роден в Хама през VI век.
Две основни личности от Хама са документирани през гръцко-римската епоха. Първият е Евстатий Епифански (на старогръцки: Εὐστάθιος Ἐπιφανεύς), починал след 518 г., който е гръцки историк, но всичките му трудове са изгубени. Най-известната му творба е „Кратката хроника“ (на старогръцки: Χρονικὴν ἐπιτομὴν). Втората личност е Ефрат Стоик (ок. 35 г. пр. н. е. – ок. 118 г. пр. н.е.), който е от Епифания според Стефан Византийски.

### Мюсюлманско управление
По време на арабското завладяване на Сирия през VII век Хама е завладяна от Абу Убайда ибн ал-Джарах през 638 или 639 г. и градът възвръща древното си име и оттогава го запазва. След превземането му той попада под администрацията на Джунд Химс (военен район Хомс) и остава такъв по време на управлението на Умаядите до IX век.
Арабският географ Шамсудин ал-Мукадаси пише, че Хама става част от Джунд Халкида по време на управлението на Абасидите. Въпреки че историята на града е неясна в този период, е известно, че Хама е бил ограден пазарен град с пръстен от отдалечени градове. На 29 ноември 903 г. Абасидският халифат по време на управлението на Ал-Муктафи Билах побеждава карматите в битката при Хама, което ги елиминира от западната сирийска пустиня.
Хама попада под контрола на хамданидските владетели на Халеб през X век и впоследствие е привлечен в орбитата на този град, където остава до XII век. Тези години се считат за тъмните години на Хама, тъй като местните владетели на Северна и Южна Сирия се борят за господство в региона. Византийците при император Никифор II Фока нападат града през 968 г. и опожаряват Голямата джамия. До XI век Фатимидите придобиват сюзеренитет над Северна Сирия и през този период Мирдасидите разграбват Хама. Персийският географ Насир Хусров отбелязва през 1047 г., че Хама е „добре населен“ и стои на брега на река Оронт.
Танкред, принц на Галилея, го превзема през 1108 г., но през 1114 г. кръстоносците го губят окончателно от селджуките по време на управлението на Тугтехин, атабег на Дамаск. През 1157 г. катастрофално земетресение разрушава града. През следващите шестдесет години за Хама се борят конкуриращи се владетели. През 1172 г. Нур ал-Дин, зенгидският султан, издига джамия с високо квадратно минаре в града.
През 1175 г. Салах ад-Дин отнема Хама от Зенгидите. Той предоставя града на своя племенник ал-Музафар Умар четири години по-късно, поставяйки го под управлението на семейството си Аюбиди. Това поставя началото на епохана стабилност и просперитет в Хама, тъй като Аюбидите го управляват почти непрекъснато до 1342 г. Географът Якут ал-Хамави, който е роден в Хама, го описва през 1225 г. като голям град, заобиколен от здрава стена.
Хама е разграбен от монголите през 1260 г., както и повечето други сирийски градове, но монголите са победени същата година и след това отново през 1303 г. от мамелюците, които наследяват Аюбидите като владетели на региона. Хама за кратко преминава под контрола на мамелюците през 1299 г. след смъртта на губернатора ал-Мансур Махмуд II. Въпреки това, за разлика от други бивши градове на Аюбидите, мамелюците възстановяват управлението на Аюбидите в Хама, като правят Абу ал-Фида (1273 – 1331), историк и географ, управител на града и той царува от 1310 до 1331 г. Той описва своя град като „много древен... споменат в книгата на израилтяните. Това е едно от най-приятните места в Сирия.“След смъртта му той е наследен от неговия син Ал-Афдал Мохамед, който в крайна сметка губи благоволението на мамелюците и е свален. Така Хама попада под пряк контрол на мамелюците.
Хама просперира както през периода на Аюбидите, както и през периода на мамелюците. Постепенно се разширява до двата бряга на река Оронт, като предградието на десния бряг е свързано със самия град чрез новопостроен мост. Градът на левия бряг е разделен на горна и долна част, всяка от които е оградена със стена. Хама е пълен с дворци, пазари, джамии, медресета и болница и с над тридесет различни по размер нории (водни колела). Освен това в Хама се издига масивна цитадела. Освен това специален акведукт докарва питейна вода до Хама от съседния град Саламия.
Ибн Батута посещава Хама през 1335 г. и отбелязва, че река Оронт прави града „приятен за живеене с многото му градини, пълни с дървета и плодове“. Той също така говори за голямо предградие, наречено ал-Мансурия (наречено на айюбидски емир), което съдържа „изискан пазар, джамия и бани“.
През 1346 г. падат проливни дъждове и река Оронт прелива и наводнява много къщи, унищожавайки ги и унищожавайки овощните градини в страната, причинявайки сериозни щети. След това чумна епидемия удря страната, убивайки хора в Хама и в някои други страни. 
През 1401 г. Дукмак става губернатор на Хама. Тогава Тимур (Тамерлан) превзема Хама заедно с близките Хомс и Баалбек.

### Османско владичество
Периодът на просперитет на управлението на мамелюците приключва през 1516 г., когато османските турци завладяват Сирия от мамелюците, след като ги побеждават в битката при Мардж Дабик близо до Халеб. Хама и останалата част от Сирия попадат под османско управление от Константинопол. При османците Хама постепенно става все по-важен в административната структура на региона. Първоначално е превърнат в столица на един от ливите („области“) на еялета („провинция“) на Триполи. Хама отново се превръща във важен център за търговски пътища, минаващи на изток от средиземноморския бряг към Азия. В града са построени редица кервансараи, като хан Рюстем паша, който датира от 1556 г. Губернаторът на Хама получава задачата през 1692 г. да засели туркомански номади в региона Хама-Хомс под егидата на програмата за племенно заселване на Османската империя.
През XVIII век Хама става част от владенията на губернатора на Дамаск. Губернаторите на Дамаск по това време са Аземите, които управляват и други части на Сирия за османците. Те издигат разкошни резиденции в Хама, включително двореца Ал-Азм и хан Асад паша, които са построени от Асад паша ал-Азм, който управлява Хама няколко години до 1742 г. Дотогава в града има 14 кервансараи, използвани предимно за съхранение и разпространение на семена, памук, вълна и други стоки. След приемането на Закона за вилаета през 1864 г. Хама става столица на санджак Хама (получавайки повече административни правомощия на града), част от по-големия вилает Шам.

### Съвременна история
Османското владичество приключва през 1918 г. след поражението в Първата световна война от Съюзническите сили (Франция, Русия, Обединеното кралство, Италия, Япония и САЩ). Хама става част от френския мандат в Сирия. Градът се превръща в това, което и остава: средно голям провинциален град, важен като пазар за селскостопански район, богат на зърнени култури, но също и на памук и захарно цвекло. Той придобива известност като център на големи имоти, работени от селяни и доминирани от няколко магнатски семейства. Въстанието в Хама през 1925 г. срещу французите е едно от основните събития на Голямото сирийско въстание. То включва бунтовническото нападение, водено от Фавзи ал-Кавукджи (1890 – 1977) срещу задължителните френски съоръжения за сигурност в Хама и последващо въстание на жителите, симпатизиращи на каузата на бунтовниците. Следват тежка френска бомбардировка на града и изпращането на подкрепления. Военните действия започват на 4 октомври 1925 г. и преговорите между делегацията на водещите фамилии на Хама и френските власти водят до оттеглянето на бунтовниците на 5 октомври.
По време на френския мандат окръг Хама съдържа в границите си община Хама и 114 селища. Според оценка от 1930 г. само четири от тези селища са изцяло собственост на местни култиватори, докато споделят собствеността върху две селища с известно семейство. Така хинтерландът е собственост на земевладелски елит. От края на 40-те години на XX век избухва значителен класов конфликт, когато селскостопанските работници търсят реформи в Хама.
Сирия получава пълна независимост от Франция през 1946 г. Акрам ал-Хаурани (1911 – 1996), член на обедняло знатно семейство в Хама, започва да агитира за поземлена реформа и по-добри социални условия. Той превръща Хама в основата на своята Арабска социалистическа партия, която по-късно се слива с друга социалистическа партия – Баас. Изкачването на тази партия на власт през 1963 г. сигнализира края на властта за земевладелския елит.
Хама, който е известен като крепост на консервативния сунитски ислям, е мястото на политически бунт на сунитски ислямски групи, особено на  Мюсюлманско братство. Още през април 1964 г. той става епицентър на бунт от страна на консервативните сили, насърчени от речи на проповедници в джамиите, осъждащи политиката на Баас. Бунтът в Хама от 1964 г. е първият значителен сблъсък между новоустановеното ръководство на партията Баас в Сирия и Мюсюлманското братство. Той става през пролетта, след държавния преврат на Баас от 1963 г. Сирийското правителство изпраща танкове и войски в кварталите на стария град на Хама, за да потуши бунта. Има 70-100 загинали и частично унищожаване на старите квартали на градa.
В началото на 80-те години Хама се превръща в основен източник на опозиция срещу управлението на Баас по време на сунитското въоръжено ислямистко въстание, което започва през 1976 г. Градът е център на кървавите събития по време на клането през 1981 г., когато 300 жители на града са убити от правителствените сили, и на забележителното клане през 1982 г.
Клането в Хама (на арабски: مجزرة حماة) се случва през февруари 1982 г., когато Сирийската арабска армия и отбранителните компании, по заповед на президента Хафез ал-Асад, обсаждат града в продължение на 27 дни, за да потушат въстанието на Мюсюлманското братство срещу управлението на Баас. Кампанията, започнала през 1976 г. от сунитски мюсюлмански групи, включително Мюсюлманско братство, е брутално смазана в антисунистко клане, извършено от Сирийската арабска армия и алавитските милиции под командването на генерал Рифаат ал-Асад, брат на президента. Преди началото на операциите Хафез ал-Асад издава заповеди за изолиране на Хама от външния свят, ефективно налагайки медийно затъмнение, пълно спиране на комуникациите, електричеството и доставките на храна за града в продължение на месеци. Първоначалните дипломатически доклади от западните страни говорят за 1000 убити. Последващите оценки варират, като по-ниските оценки съобщават за поне 10 000 смъртни случая, докато други (като английския журналист и писател Робърт Фиск) определят броя на загиналите на 20 000 или на 40 000 души (според Сирийския комитет по правата на човека и SNHR). Близо 1/4 от града е разрушен при военната операция на Баас. Фиск, който присъства в Хама по време на събитията от клането, съобщава, че безразборните бомбардировки са изравнили голяма част от града със земята и че по-голямата част от жертвите са цивилни. Патрик Сийл, репортер в „Глоуб енд Мейл“, описва операцията като „двуседмична оргия на убийства, разрушение и грабежи“, която разрушава града и убива минимум 25 000 жители. Атаката е описана като „геноцидно клане“, което е мотивирано от сектантската враждебност срещу сунитската общност в Хама. Споменът за клането остава важен аспект от сирийската култура и предизвиква силни емоции сред сирийците до наши дни. Клането в Хама води до военния термин „Правила на Хама", което означава пълно унищожаване в голям мащаб на военна цел или цел.
Градът е мястото на конфликт между сирийските военни и опозиционните сили като една от основните арени на гражданската война в Сирия по време на обсадата на Хама през 2011 г. Обсадата е сред многото национални репресии от страна на сирийското правителство по време на сирийската революция – ранния етап на сирийската гражданска война. Антиправителствените протести продължават в Хама от 15 март 2011 г., когато за първи път се съобщава за големи протести в града, подобни на протестите на други места в Сирия. Събитията, започнали през юли 2011 г., са описани от антиправителствените активисти в града като обсада или блокада. На 1 юли, с повече от 400 000 протестиращи, Хама става свидетел на най-голямата демонстрация срещу президента Башар ал-Асад. Два дни по-късно правителствени танкове са разположени в Хама в операция, която води до смъртта на повече от 16 цивилни от ръцете на сирийските сили за сигурност. На 31 юли сирийското правителство разполага сирийската армия в Хама, за да контролира протестите в навечерието на Рамазан, като част от общонационална репресия, наречена „Рамазанско клане“. Най-малко 142 души в Сирия загиват през този ден, включително над 100 само в Хама. Още стотици са ранени. До 4 август повече от 200 цивилни са убити в Хама.
През 2018 г. археолозите разкриват византийска мозайка на църква, датираща от V век сл. н. е. Картината, която е украсена с геометрични фигури и надписи на латински, е открита в района Тел Салхаб в село Хареб.
Битката за Хама от 2024 г. е военна операция, започната от силите на Правителството на спасението на Сирия и подкрепяните от Турция бунтовнически групи на Временното правителство на Сирия по време на офанзивата на сирийската опозиция през 2024 г. – фаза от гражданската война в Сирия. Операцията, стартирана от Командването на военните операции, се провежда в провинция Хама. На 5 декември 2024 г. Правителството на спасението на Сирия, водено от сунистката ислямистка политическа организация Хаят Тахрир ал-Шам, взема града от администрацията на Башар ал-Асад, след като е поело контрола над град Халеб седмица по-рано.

## Забележителности
- 17-те нории (водни колела) (на арабски: نواعير حماة), датираща от византийската епоха. Захранвани от река Оронт, те достигат до 20 m в диаметър. Най-големите нории са ал-Мамуние (1453 г.) и ал-Мухамедие (XIV век). Първоначално са били използвани за насочване на водата към акведуктите, които водят до града и съседните земеделски райони. Те са най-големите водни колела в света и най-старите в историята, и много от тях все още се въртят по реката като туристическа атракция. Красотата, размерът и уникалността на тези водни колела карат историците да наричат град Хама „градът на водните колела“.
- Музеят на народните изкуства, който се помещава в резиденцията на османския управител от XVIII век (дворецът Ал-Азм). Тук е изложена скъпоценна римска мозайка от близкото село Мариамин (IV век сл.н.е.). Съдържа и много антики и артефакти, открити в долината на река Оронт и в старата цитадела на Хама. Намира се в центъра на стария град Хама в Ал-Тавафра.
- Голямата джамия (на арабски: الجامع الأعلى الكبير (حماة)). Разрушена при бомбардировките през 1982 г., тя е възстановена в оригиналния си вид. Има елементи, датиращи от древни и християнски структури, съществуващи на същото място. Има две минарета и е предшествана от портик с издигната съкровищница.
- Джамията Нур ад-Дин (на арабски: جَامِع نُور ٱلدِّين), завършена през 1163 г. от Нур ад-Дин след земетресението от 1157 г. Забележително е минарето ѝ.
- Джамията ал-Хасанайн, също възстановена от Нур ад-Дин след земетресението от 1157 г.
- Джамия ал-Хаят (на арабски: جامع أبي الفداء), наречена „на змиите“ поради любопитната форма на колоните на мусала (залата за молитви), в която е погребан Абулфида (Абу л-Фида) – известен айюбидски историк, който също е бил управител на града
- Замъкът на Хама (на арабски: قلعة حماة): един от най-старите замъци, построен върху голяма могила, разположена на западния бряг на река Оронт. Този хълм е древното място на града, където са проведени археологически разкопки през първата половина на XX век. Тези разкопки показват, че градът датира от петото хилядолетие пр. н. е. и че е бил свидетел на голямо развитие и просперитет през първо хилядолетие пр.н.е. н.е., където е бил столица на арамейското царство Хамат.
- Близо до Хама има много замъци, като например в древния град Апамея, и градове като Вади Ал-Аюн, Масяф, Абу-Кбейс и Ал-Лакба.

- Нориите на Хама
- Нориите на Хама
- Дворец „Ал-Азм“
- Триъгълното минаре на Голямата джамия
- Голямата джамия
- Минарето на джамията Нур ал-Дин
- Джамията и мавзолеят на Абу ал-Фида
- Джамията и мавзолеят на Абу ал-Фида
- Руините на замъка на Хама

## Известни личности
Родени в Хама
- Евстахий Епифански (? – сл. 518), историк
- Евагрий Схоластик (536-594), историк
- Йоан Епифански (VI-VII век), историк
- Хусни ал-Барази (1895 – 1975), премиер на Сирия през 1942-1943 г.
- Абдел Хамид ал-Сарадж (1925 – 2013), премиер на Сирия през 1960 – 1961 г.
- Саид Хава (1935 – 1989), един от лидерите на сирийската секция на Мюсюлманско братство
- Али Ферзат (р. 1951), карикатурист
- Али Хайдар (р. 1962), политик